# Escallonia farinacea
Escallonia farinacea är en tvåhjärtbladig växtart som beskrevs av A. St. Hil. Escallonia farinacea ingår i släktet Escallonia och familjen Escalloniaceae. Utöver nominatformen finns också underarten E. f. jordanensis.